# Winkler Prins

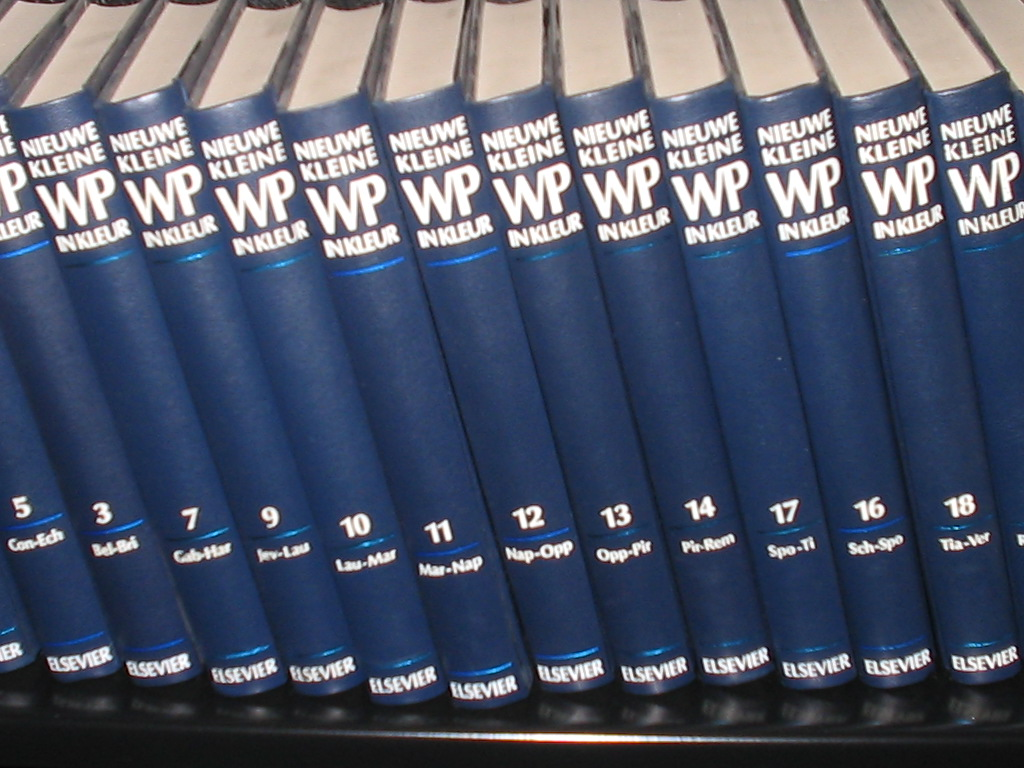
L'edizione Nieuwe Kleine

La Winkler Prins è un'enciclopedia olandese, creata dal poeta e sacerdote olandese Anthony Winkler Prins (1817-1908).
Ha conosciuto nove edizioni. La prima, composta di 16 volumi, fu pubblicata tra il 1870 e il 1882. L'ultima, in forma cartacea, composta di 26 volumi, dal 1990 al 1993. Per quanto riguarda i contenuti, l'ultima edizione, intitolata Grote Winkler Prins (La Grande Winkler Prins) è stata tra le opere più comprensive nel suo genere e comprendeva oltre 200.000 articoli. Tra i redattori vi sono stati prominenti studiosi e giornalisti come Frits Staal e G.B.J. Hiltermann.
Dal 1997 è disponibile una versione digitale denominata Encarta Enciclopedia Winkler Prins, creata in collaborazione con la Microsoft e pubblicata su CD-ROM e DVD e contenente circa 59.000 articoli. Nel 2010 ne sono state varate tre versioni:  la Junior Winkler Prins, la Studie Winkler Prins online e la Grote Winkler Prins online.

## Edizioni
- Geïllustreerde Encyclopædie: Woordenboek voor wetenschap en kunst, beschaving en nijverheid. Caporedattore: A. Winkler Prins.  15 vol. A-Z e un volume (16º) con illustrazioni, 1870-1882.  Amsterdam: Brinkman.
- Geïllustreerde Encyclopaedie: Woordenboek voor wetenschap en kunst, beschaving en nijverheid.,  II edizione (2de, naar de nieuwste bronnen herziene en aanmerkelijk vermeerderde uitgave.)  Caporedattore: A. Winkler Prins. 15 vol., 1884-1888.  Supplemento (vol. 16), 1888.  Rotterdam: Elsevier.
- Winkler Prins' Geïllustreerde Encyclopaedie. III edizione (3de, geheel om- en bijgewerkte druk.)  Caporedattore: Henri Zondervan.  16 vol., 1905-1912.  Amsterdam: Elsevier.
- Winkler Prins' Geïllustreerde Encyclopaedie.  IV edizione (4de herziene en bijgewerkte druk.)  Caporedattore: Henri Zondervan.  16 vol., 1914-1922.  Amsterdam: Elsevier.
- Winkler Prins' Algemeene Encyclopaedie.  V edizione  (5de geheel nieuwe druk.)  Caporedattore: J. de Vries.  16 vol., 1932-1938.  Amsterdam: Elsevier.
- Winkler Prins Encyclopaedie.  6th ed.  (6de, geheel nieuwe druk.)  Caporedattori: E. de Bruyne, G. B. J. Hiltermann, H. R. Hoetink.  18 vol., 1947-1954. Supplementi, 1955, 1960, 1969.  Amsterdam [etc.]: Elsevier.
- Algemene Winkler Prins Encyclopedie.  Caporedattori: H. R. Hoetink, E. de Bruyne, J. F. Koksma, R. F. Lissens, J. Presser. 10 vol., 1956-1960.  Supplemento, 1960.  Amsterdam [etc.]: Elsevier
- Grote Winkler Prins: Encyclopedie in twintig delen.  VII edizione  (7de geheel nieuwe druk.) Caporedattori: J. F. Staal, A. J. Wiggers.  20 vol., 1966-1975.  Supplemento, 1976. Amsterdam [etc.]: Elsevier.
- Grote Winkler Prins: Encyclopedie in 25 delen.  VIII edizione  (8ste geheel nieuwe druk.)  Caporedattori: R. C. van Caenegem en S. Groenman.  25 vol., 1979-1984. Supplemento, 1984.  Amsterdam [etc.]: Elsevier.
- Grote Winkler Prins: Encyclopedie in 26 delen.  9th ed.  (9de geheel nieuwe druk.)  Caporedattore: L. C. M. Röst.  26 vol., 1990-1993.  Amsterdam [etc.]: Elsevier.